# 캘리포니아 주립 대학교

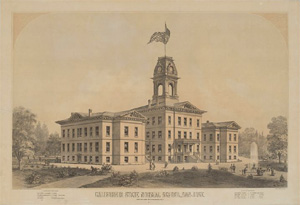

캘리포니아 주립 대학교(California State University, CSU)는 캘리포니아 주가 설립한 세 개의 고등교육기관 중 하나이다. 다른 두 기관(University of California, UC)와 (California Community College, CCC)도 모두 주에서 설립한 주립대학이다. 캘리포니아 주립 대학교(CSU)는 23개의 캠퍼스로 구성되어 있으며 417,112명의 학생들과 47,000여명의 교수들로 이루어져있다. 캘리포니아 주립 대학교는 미국 내에서 가장 큰 고등교육기관이다.

## 캠퍼스

### CSU  계열
캘리포니아 주립 대학교(California State University (CSU)) 계열은 총 23개가 있다.
- CSU 치코(California State University, Chico)
- CSU 프레즈노(California State University, Fresno)
- CSU 로스앤젤레스(California State University, Los Angeles)
- CSU 새크라멘토(California State University, Sacramento)
- CSU 롱비치(California State University, Long Beach)
- CSU 이스트 베이(California State University, East Bay)
- CSU 풀러턴(California State University, Fullerton)
- CSU 노스리지(California State University, Northridge)
- CSU 스태니슬라우스(California State University, Stanislaus)
- CSU 도밍게즈 힐즈(California State University, Dominguez Hills)
- CSU 샌버너디노(California State University, San Bernardino)
- CSU 베이커스필드(California State University, Bakersfield)
- CSU 샌마코스(California State University, San Marcos)
- CSU 몬터레이 베이(California State University, Monterey Bay)
- CSU 채널 제도(California State University, Channel Islands)
- CSU 폴리테크닉(California Polytechnic State University, Cal Poly)
- CSU 폴리테크닉 포모나(California State Polytechnic University, Pomona, Cal Poly Pomona)
- 캘리포니아 해양학교 (California Maritime Academy, CSU, Maritime, CMA)
- 새너제이 주립 대학교(San Jose State University)
- 샌디에이고 주립 대학교(San Diego State University)
- 샌프란시스코 주립 대학교(San Francisco State University)
- 소모나 주립 대학교(Sonoma State University)
- 험볼트 주립 대학교(Humboldt State University)

### UC 계열
캘리포니아 대학교(University of California (UC)) 계열은 다음과 같다.
- UC 버클리(UC Berkeley)
- UC 데이비스(UC Davis)
- UC 어바인(UC Irvine)
- UC 로스앤젤레스(UCLA)
- UC 머세드(UC Merced)
- UC 리버사이드(UC Riverside)
- UC 샌디에이고(UC San Diego)
- UC 샌프란시스코(UC San Francisco) - 의학대학원
- UC 샌타바버라(UC Santa Barbara)
- UC 샌타크루즈(UC Santa Cruz)
- UC 헤이스팅스 법학대학원(UC Hastings College of the Law) - 법학대학원

## 같이 보기
- 캘리포니아 대학교